# 歌うコンシェルジュ
『歌うコンシェルジュ』（うたうコンシェルジュ）は、2010年4月1日から2012年3月30日までNHK総合で放送されたテレビ番組である。
2009年度までの再放送の時間帯に割り当てしていた個別番組を統合して放送。字幕放送を実施した。

## 概要
NHK EテレやNHK BS1・NHK BSプレミアムで放送された番組を再構成して放送。各番組の番組宣伝や講座のテキスト案内も兼ねた。2010年度の放送ではサブタイトルに「あなたに番組案内」が付いていた。
テーマソングは、2010年度はシンセサイザー演奏・歌唱付きで放送されたが、2011年度は同じ曲としながらもピアノのみのインストゥルメンタルとなった。
2012年度の番組改編により、2012年3月30日限りで終了。この枠は『きょうの料理』のNHK総合における定期再放送枠などに充てられた。

## 放送時間

### 2010年度
- 総合：平日 10時5分 - 10時59分[5]
  - 10時の『NHKニュース』拡大の場合は内容を変更し、短縮放送。
- BShi：月曜日 18時 - 18時54分[9]
  - 2011年1月17日から3月7日まで。総合における月曜日放送分の時差放送。ここではBS関連の番組を紹介[注 3]。

### 2011年度
- 総合：火曜日 - 金曜日 10時5分 - 10時54分[6]
  - 2011年4月中は、10分短縮（8日までは10時10分 - 10時49分、13日以降は10時5分 - 10時44分）で放送[16]。
    - 12日は緊急地震速報のため打ち切り[17][18][19][20][21][22]。15日に振替放送[23]。

  - 2012年1月11日以降は『あの日 わたしは〜証言記録 東日本大震災〜』を放送のため、5分短縮（10時5分 - 10時49分）で放送[24][25]。

## 番組休止の事例
※祝日・年末年始（12月29日 - 1月4日）や国会中継および高校野球によるものは除く。
- 2010年6月2日：『NHKニュース』（鳩山由紀夫首相〈当時〉辞任関連）のため[26]。
- 2010年6月28日：特別番組『総理記者会見』のため[27]。
- 2010年6月30日：メジャーリーグベースボール（マリナーズ×ヤンキース）を中継のため[28]。
- 2010年7月12日：『2010 FIFAワールドカップ デイリーハイライト』（決勝・オランダ×スペイン）のため[29]。
- 2011年1月14日：10時30分から歌会始を中継のため[30][注 4]。
- 2011年3月14日 - 18日：『NHKニュース』（東日本大震災〈東北地方太平洋沖地震〉関連）のため[32][33][34][35][36]。
- 2011年3月22日：特別番組『ワイルドライフ』のため[37]。
- 2011年3月31日：特別番組『デジタル・リマスターでよみがえる名作』のため[38]。
- 2011年4月1日：特別番組『BS海外ドラマファイル』のため[39]。
- 2011年7月5日：メジャーリーグベースボール（マリナーズ×アスレチックス）を中継のため[40]。
- 2011年8月4日：メジャーリーグベースボール（アスレチックス×マリナーズ）を中継のため[41]。
- 2011年9月2日：10時30分から『NHKニュース』（組閣・台風12号関連）を放送のため[42][注 5]。
- 2011年9月21日：『NHKニュース』（台風15号関連）のため[44]。
- 2012年1月12日：10時30分から歌会始を中継のため[45][注 6]。

## 出演者
- 秦万里子（歌うコンシェルジュ）
- 高村保裕（アシスタント）
- 森一弥（アシスタント）
- 矢口恭平（アシスタント）
- 山口繭（アシスタント）
  - また、不定期で紹介する番組の出演者がゲスト出演することがあった。

## 主なコーナー
番組紹介
- 1時間番組の場合、主要部分を編集・短縮して放送。また、ミニ番組の場合は編集せず、そのまま放送。

マリコの部屋→マリコの時間
- 秦が視聴者から寄せられたエピソードに基づいて曲を披露するコーナー。また、ゲストが出演した場合はゲストに向けて曲を披露。

マリコも地デジ化
- 2010年度下半期から2011年7月22日まで放送されたコーナー。地デジへの完全移行に関連して、視聴者からの質問に秦が答えるコーナー。また、このコーナーがある場合は『デジタルQ』も併せて放送。

## 主な番組一覧
ここでは、これまでに放送された主な番組を記載する（順不同）。

### Eテレ
- 歴史は眠らない
- こだわり人物伝
- きれいの魔法
- すてきにハンドメイド
- 日曜美術館
- 美の壺
- 趣味悠々
- 仕事学のすすめ
- 極める!
- すイエんサー
- まる得マガジン
- 資格☆はばたく
- 大科学実験
- Jブンガク
- リトル・チャロ
- リトル・チャロ2
- Eテレ0655・Eテレ2355

### NHK-BS
- 関口知宏のOnly1
- 熱中スタジアム・熱中人
- 週刊ブックレビュー
- わたしが子どもだったころ
- にっぽん釣りの旅
- プレミアム8
- COOL JAPAN〜発掘!かっこいいニッポン〜
- こんなステキなにっぽんが
- にっぽん木造駅舎の旅
- にっぽん縦断 こころ旅
- BSベスト・オブ・ベスト
- 地球アゴラ
- 新日本風土記・もういちど、日本
- 額縁をくぐって物語の中へ
- 世界遺産 時を刻む
- 新選組血風録（BS時代劇）

※上記の番組の中には字幕放送を行っていない番組もあるが、本番組内での放送では紹介するすべての番組で字幕放送を実施。